# マルヅメオニグモ
マルヅメオニグモ Araneus semilunaris (Karsch 1879) はコガネグモ科のクモで、小型のオニグモ類の一つである。腹部が横長で前半と後半で色が違うのが特徴となっている。

## 特徴
体長が雌で5～7mm、雄では4～5mmのクモ。背甲は暗褐色をしている。腹部は雄では長さと幅がほぼ同じ程度だが雌では長さより幅が大きい。腹部背面は黒褐色だが両側に尖った肩の部分より前方がはっきりと明るい色になっている。その表面は滑らかで艶々しく、一見ではトリノフンダマシ属かと思われる。

## 分布
日本では北海道、本州、四国、九州に分布し、国外では韓国と中国から知られる。

## 生態など
林道沿いや渓流周辺などに見られ、垂直円網を張り、クモはその網の中央に止まっている。成虫の出現時期は6～8月で、7～8月に産卵する。卵嚢は淡褐色で葉裏にくっつけて作られ、雌が保護する。
オニグモ類には本種のような小型のものも多く、それらは垂直円網を木立の間や枝の間など比較的狭い空間に張る例が多いが、本種ではかなり開けた空間に網を張るようで、地上数ｍ程度のところに網を張り、また林道や渓流を跨いで張っているのを見ることも多いという。

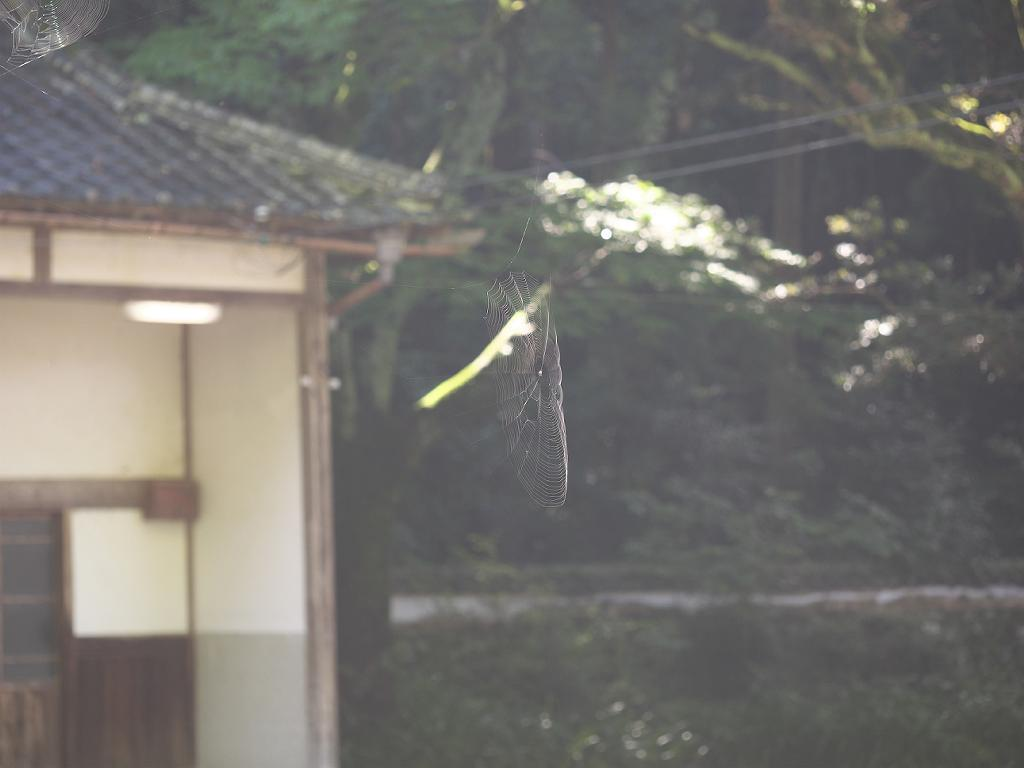
網を張っている状況(神社の境内)
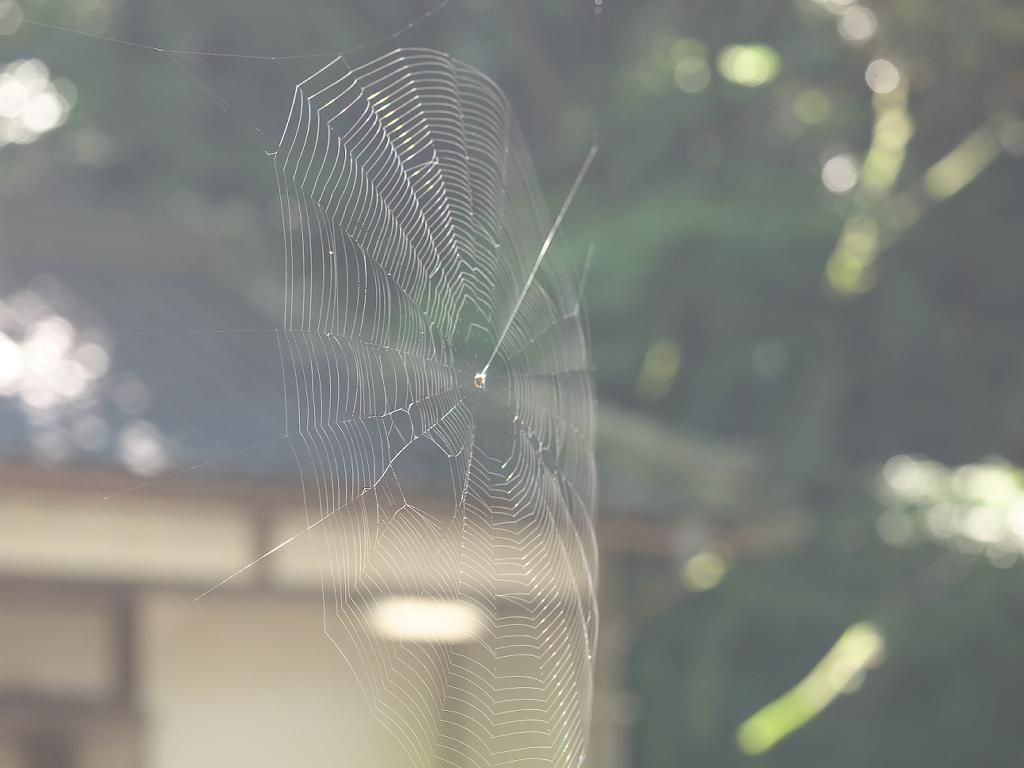
網の本体部分

## 類似種など
オニグモ属としては小柄なもので、同程度の大きさのものとしてはヤミイロオニグモやハラビロミドリオニグモがあり、特に後者は腹部が横長な点、トリノフンダマシ属に見まがうところも似ているが、体色や模様が大きく異なる。